# Nice Cup
Nice Cup – jeden z najdłuższych cykli sportowych dla młodych zawodników uprawiających sport żużlowy organizowany przez prywatną firmę. Rozgrywany w latach 2014–2023. Pomysłodawcą i promotorem rozgrywek był Wojciech Jankowski. Zawody odbywały się pod patronatem Polskiego Związku Motorowego nadzorowany przez Główną Komisję Sportu Żużlowego. Corocznie najlepszy zawodnik otrzymał stypendium finansowe na kolejny sezon od firmy Nice na zakup części do motocykli żużlowych. Był to projekt towarzyszący sponsoringowi tytularnemu Pierwszej Ligi Żużlowej. Rozegrano łącznie 10 edycji.

## Historia
Pierwsza historyczna runda Nice Cup odbyła się w 2014 roku na torze żużlowym w Lublinie. Wygrał ją Maciej Fajfer, zawodnik klubu Start Gniezno. W pierwszym roku odbyły się jeszcze dwie rundy: na torach w Bydgoszczy oraz Toruniu. Historycznym pierwszym zwycięzcą cyklu Nice Cup został Adrian Gała reprezentujący wówczas Start Gniezno.
W latach 2015–2016 zawody odbywały się w podziale na dwie grupy: północną i południową, a na zakończenie zmagań przeprowadzana rundę finałową.
W latach 2017–2019 zawody odbywały się w nietypowej formule. Przed treningiem odbywało się losowanie silników, które organizatorzy udostępniali zawodnikom tylko na te zawody. Celem takiej formuły było wyrównanie szans sprzętowych dla wszystkich startujących zawodników. Rozwinięciem tej idei była organizacja w 2018 roku turnieju Nice Challenge dla seniorów zorganizowanego z okazji zakończenia czynnej kariery przez Mariusza Puszakowskiego. Pierwsze zawody w tej formule dla seniorów wygrał Szwed, Antonio Lidndbaeck. W 2019 roku cykl Nice Challenge składał się z trzech rund: brytyjskiej (Isle of Wight), łotewskiej (Daugavpils) i polskiej (Tarnów).
W 2020 rozegranie cyklu stało się wątpliwe ze względu na pandemię COVID-19. Ostatecznie udało się rozpocząć zmagania w lipcu. Cykl składał się wówczas z 4 rund.
Jednym z najważniejszych wydarzeń w historii cyklu była organizacja zawodów w 2023 roku na odnowionym torze żużlowym w Świętochłowicach na terenie kompleksu Skałka. V rundę Nice Cup 2023 oglądał na żywo komplet – 999 osób.
W latach 2021–2023 zawody odbywały się według autorskiej formuły, która umożliwiała start w zawodach dla 24 zawodników. W ten sposób w każdej rundzie odbywało się 25 biegów (ostatni bieg to wielki finał).
Ostatnie historyczne zawody odbyły się we wrześniu na MotoArenie w Toruniu, a po nich odbyła się uroczysta gala z okazji 10-lecia cyklu. Ostatnim zwycięzcą cyklu Nice Cup został Kevin Małkiewicz, reprezentant GKM-u Grudziądz.
Łącznie uwzględniając wszystkie turnieje Nice Cup w klasie 500cc, 250cc (pod nazwą Youth Development Series) oraz turnieje Nice Challenge na przestrzeni 10 lat rozegrano 74 turnieje żużlowe na torach w Polsce, Czechach, Łotwie i Wielkiej Brytanii. W turniejach udział brali żużlowcy z 10 krajów europejskich, Australii, Wielkiej Brytanii oraz USA.

## Zwycięzcy cyklu Nice Cup[10]
- 2014 – Adrian Gała[11]
- 2015 – Siergiej Łogaczow (Rosja)[12]
- 2016 – Hubert Czerniawski
- 2017 – Karol Żupiński
- 2018 – Tomasz Orwat
- 2019 – Ernests Matjuszonoks (Łotwa)
- 2020 – Sebastian Szostak
- 2021 – Sebastian Szostak[13]
- 2022 – Mateusz Affelt
- 2023 – Kevin Małkiewicz[14]